# Pink: Live in Europe
Pink: Live in Europe — первый концертный DVD Pink, выпущенный в 2006 году, снят в 2004 году во время европейского этапа турне Try This Tour. Сет-лист более или менее был в хронологическом порядке (с несколькими очевидными исключениями, включая «Get the Party Started»). На диске было представлено большинство синглов, за исключением «You Make Me Sick», и только несколько альбомных треков. Также примечательно, что несколько песен, которые появились в качестве сотрудничеств на альбоме (такие как «Lady Marmalade» при участии в оригинале с Кристиной Агилерой, Lil Kim и Mýa или «Misery», дуэт со Стивеном Тайлером) не было как таковых на туре, где Pink либо пела вокал партнеров, либо вообще пренебрегала.

## Краткое описание
Во время исполнения «Lady Marmalade» Pink подражала Кристине Агилере и пела строчки из песни Агилеры «Beautiful». Для релиза DVD эта часть была маркирована «ЦЕНЗУРНОЙ», а звук корректирован, так что зрители не смогли разобрать слова.
Большое количество кавер-версий присутствует на DVD, включая целую часть, посвящённую Джанис Джоплин, где Pink спела избранные эпизоды из 3 песен. Pink, давняя фанатка Джоплин, была в определённый момент рассмотрена для биографического фильма проблемной музыкантки.
Концерт стал 6-м самым продаваемым DVD в 2007 году в Австралии.

## Список композиций
1. Pink on the Road: Fate of Dreamer/ Quirky in G Minor/ Breaking News/ Keeps on Rainin'/ Stage Driver/ Valley of Crystals/ Juice Train/ Day Trippers/ Backbone/ Back to the 80’s
2. Intro/«Can't Take Me Home»
3. «There You Go»
4. «Split Personality»
5. «Most Girls»
6. «Lady Marmalade»
7. Intro/ «I Wanna Rock»
8. «Don't Let Me Get Me»
9. «18 Wheeler»
10. «Family Portrait»
11. «Just Like a Pill»
12. «Respect»
13. «My Vietnam»
14. «Misery»
15. «Eventually»
16. «Summertime» Кавер-версия (Джанис Джоплин)
17. «Me and Bobby McGee» (Кавер-версия Джанис Джоплин)
18. «Piece of My Heart» (Кавер-версия Джанис Джоплин)
19. Intro/ «Feel Good Time»
20. «God Is a DJ»
21. «Oh My God»
22. «Trouble»
23. «Last to Know»
24. «Try Too Hard»
25. «Unwind»
26. «Welcome to the Jungle» (Кавер-версия Guns N' Roses)
27. «Get the Party Started»

## Чарты
| Чарт                            | Наивысшая позиция | Сертификация | Продажи  |
| ------------------------------- | ----------------- | ------------ | -------- |
| ARIA Australian Music DVD chart | 1                 | 9x Платина   | 135 000+ |
| RIAA Music DVD chart            | N/A               | Золото       | 50 000+  |